# Colle Santa Lucia
Colle Santa Lucia (Col in ladino) è un comune italiano di 341 abitanti della provincia di Belluno in Veneto.
Si tratta di un comune sparso, in quanto sede comunale è la frazione Villagrande.
Storicamente è inserito nella valle di Fodom, una delle cinque vallate facenti parte del territorio della Ladinia.

## Geografia fisica
Colle Santa Lucia si estende principalmente su un altopiano compreso tra i 1 300 e i 1500 m s.l.m., delimitato a est dalla val Codalunga, a sud dalla val Fiorentina e a ovest dalla val Cordevole.
L'area è dominata a nord dal massiccio del monte Pore (2405 m), ma le altitudini più elevate si riscontrano sul retrostante gruppo del Nuvolau che culmina nell'Averau (2647 m).
Nel comune ricade anche la metà occidentale del passo Giau, il valico che permette i collegamenti fra l'Agordino e l'Ampezzano.

## Storia
È ipotizzabile che già nel 1002 il Giudizio di Livinallongo, comprendente i territori del Comune di Colle Santa Lucia, il Comune di Livinallongo del Col di Lana e Rocca Pietore, facesse parte della Contea dell'Isarco che passò nel 1027 sotto il controllo del Principato vescovile di Bressanone.
I primi documenti storici sono risalenti al 1145, anno in cui il maso "Puchperc, qui dicitur Wersil" venne donato dal vescovo Hartmann al convento di Novacella fondato pochi anni prima (1142). Alcuni anni dopo, in due diversi documenti, prima papa Alessandro II in un documento datato 20 maggio 1177 e successivamente l'imperatore Federico Barbarossa in un documento datato 5 settembre 1177 confermarono la proprietà del Territorio del Fursil e delle miniere del Fursil al convento di Novacella.
Nel 1803, terminato il potere temporale del vescovo di Bressanone durato 776 anni, iniziò la secolarizzazione da parte dell'Impero austriaco dei beni fino a quel momento appartenuti alla chiesa.
Nel 1805 in seguito alle sconfitte austriache contro l'esercito napoleonico Colle Santa Lucia, assieme alla Contea del Tirolo e all'ex Principato di Trento, fu annesso al Regno di Baviera.
Nel 1809 a seguito della guerra della quinta coalizione il paese passò al Regno d'Italia napoleonico (1805-1814).
Alla fine del 1813 pochi mesi dopo la dichiarazione di guerra dell'Austria alla Francia le truppe austriache Colle fu occupato dalle truppe dell'Impero austriaco. A seguito del Congresso di Vienna del 1815 venne riassegnato all'Austria di Francesco II e nel 1817 vennero ripristinati i vecchi giudizi tirolesi fra cui quello di Livinallongo inserito nel Deutschtirol.
Nel 1835 la salita al trono del nuovo imperatore Ferdinando I d'Austria portò all'istituzione dei comuni che rimasero unità amministrative subordinate ai giudizi per via della difficoltà di trovare dei capi comune disposti ad assumere cariche con responsabilità eccessive.
Nel 1849 la salita al trono dell'imperatore Francesco Giuseppe portò all'abolizione dell'alta proprietà e all'affrancamento del suolo Grundentlastung e nel 1862 ad una nuova legge quadro per il regolamento dei comuni.

### Prima guerra mondiale
Il 28 luglio 1914 l'Austria-Ungheria dichiarò guerra alla Serbia; questo portò in poco tempo all'inizio della prima guerra mondiale. A Colle Santa Lucia gli uomini tra i 21 e i 42 anni vennero arruolati e inviati lungo la frontiera in Galizia.
Il 23 maggio 1915 il Regno d'Italia dichiarò guerra all'Austria-Ungheria entrando nel conflitto mondiale.
A seguito della sconfitta austriaca del 1918 il territorio fu occupato dall'Italia. Nel 1919 in seguito al Trattato di Saint-Germain-en-Laye della Conferenza di pace di Parigi che segnò la fine dell'Impero austro-ungarico Colle venne formalmente annessa al Regno d'Italia. Nel 1923 assieme a Livinallongo del Col di Lana e Cortina d'Ampezzo, passò dalla Provincia di Trento a quella di Belluno.
Il secolare legame con il Tirolo viene definitivamente spezzato nel 1964 con il passaggio della parrocchia dalla diocesi di Bressanone a quella di Belluno.

## Lingua
Colle Santa Lucia fa parte dei 18 comuni che formano la Ladinia sellana. La varietà dialettale ivi parlata viene comunemente considerata una varietà di transizione tra i dialetti ladini definiti "atesini" e i dialetti ladini agordini in quanto essa conserva alcuni tratti tipici delle parlate sellane ma ne presenta altri caratteristici delle varietà più meridionali. Per quanto riguarda il lessico, ad esempio, sono presenti molti germanismi (sciolter= ted. "Schalter", 'interruttore'; mader= ted. "Marder", 'martora'), caratteristica tipica dei dialetti ladini sellani, mentre, dall'altro lato, non sono più presenti, ad esempio, i plurali in -s.
Gli studi più completi per quanto riguarda questa varietà linguistica sono stati condotti da Giovan Battista Pellegrini e Vito Pallabazzer, questi nativo proprio di Colle S. Lucia, soprattutto durante gli anni Ottanta del secolo scorso.
La valorizzazione della lingua è portata avanti dall'Istitut Cultural Ladin Cesa de Jan, con sede nel centro storico del paese che opera nel quadro della legge sulle minoranze linguistiche.
La legge 482/1999 ha riconosciuto i comuni dell'Agordino come zona di minoranza linguistica ladino-veneta.

## Monumenti e luoghi d'interesse

### Architetture religiose

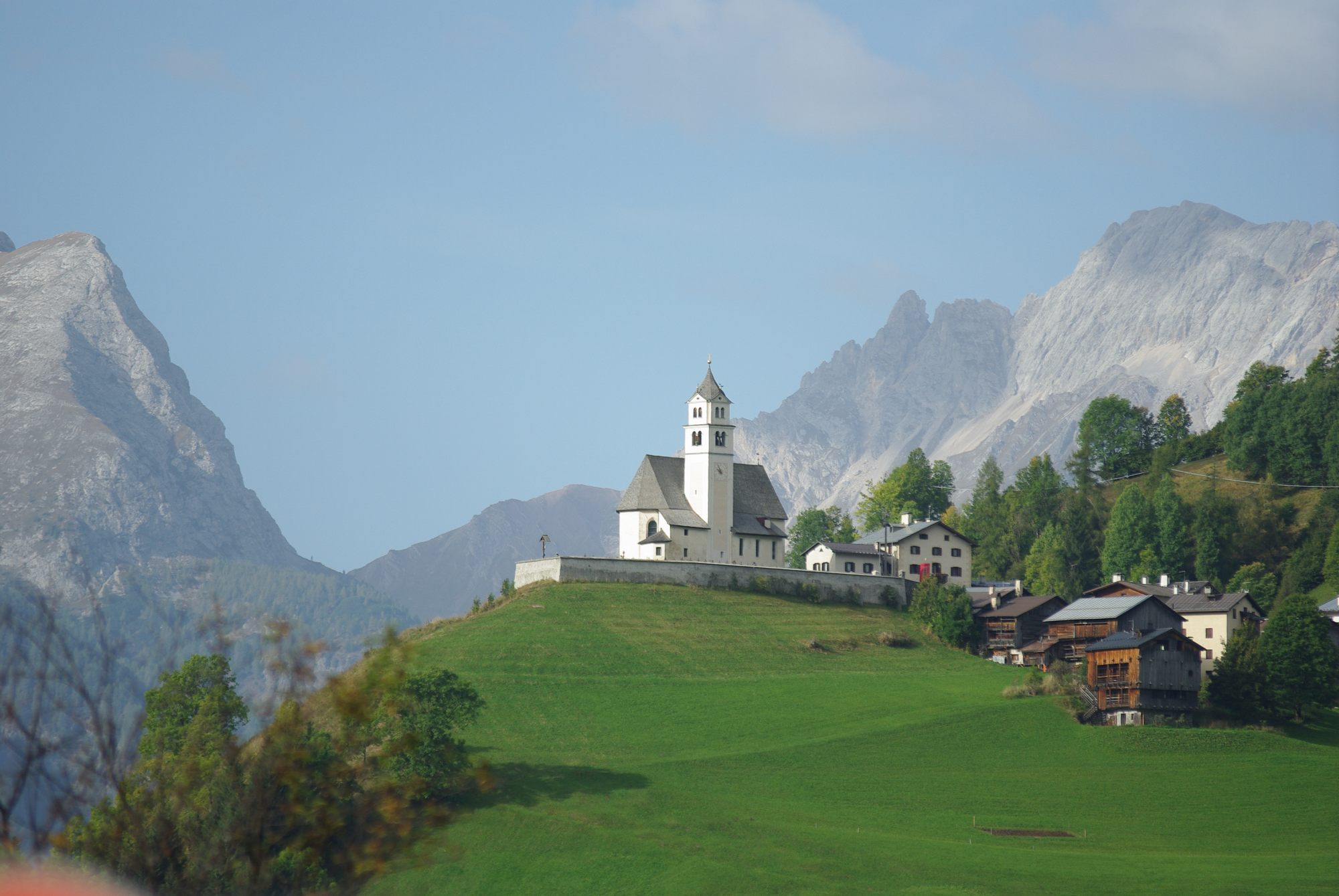
Chiesa di Santa Lucia

- Chiesa di Santa Lucia. L'epoca della costruzione della chiesa è incerta, ma probabilmente si tratta del XVI secolo. I primi documenti riguardanti un luogo di culto nel paese risalgono al 1336. Fu costruita inizialmente in stile gotico, ma, subì successivamente continue modifiche. Lo stile attuale è barocco-rococò. Nel corso dell'Ottocento la chiesa fu restaurata e ampliata verso l'abitato di Villagrande. Ne conseguì una riduzione dell'area cimiteriale attorno alla chiesa. Fu costruito il loggione (chiamato solar in ladino) dove siedono gli uomini e, al di sopra di questo, fu creato uno spazio per l'organo e i cantori.[9] Nella navata laterale sinistra è presente la cappella della Madonna del Rosario la cui epoca di costruzione è sconosciuta. Conserva molte opere artistiche di pregio:
  - affresco esterno raffigurante San Cristoforo risalente al secolo XVI
  - meridiana del 1606 (la più antica della provincia di Belluno)
  - pala dell'altare raffigurante Santa Lucia con il piatto e le palme di Franz Unterberger risalente al secolo XVIII
  - statue dei Santi Pietro e Paolo
  - statua del Cuor di Gesù di Giovanni Colleselli risalente al secolo XX
  - dipinto della Madonna che distribuisce il rosario, nella laterale cappella del Rosario
  - affresco di scuola veneziana della metà del XV secolo

### Architetture civili

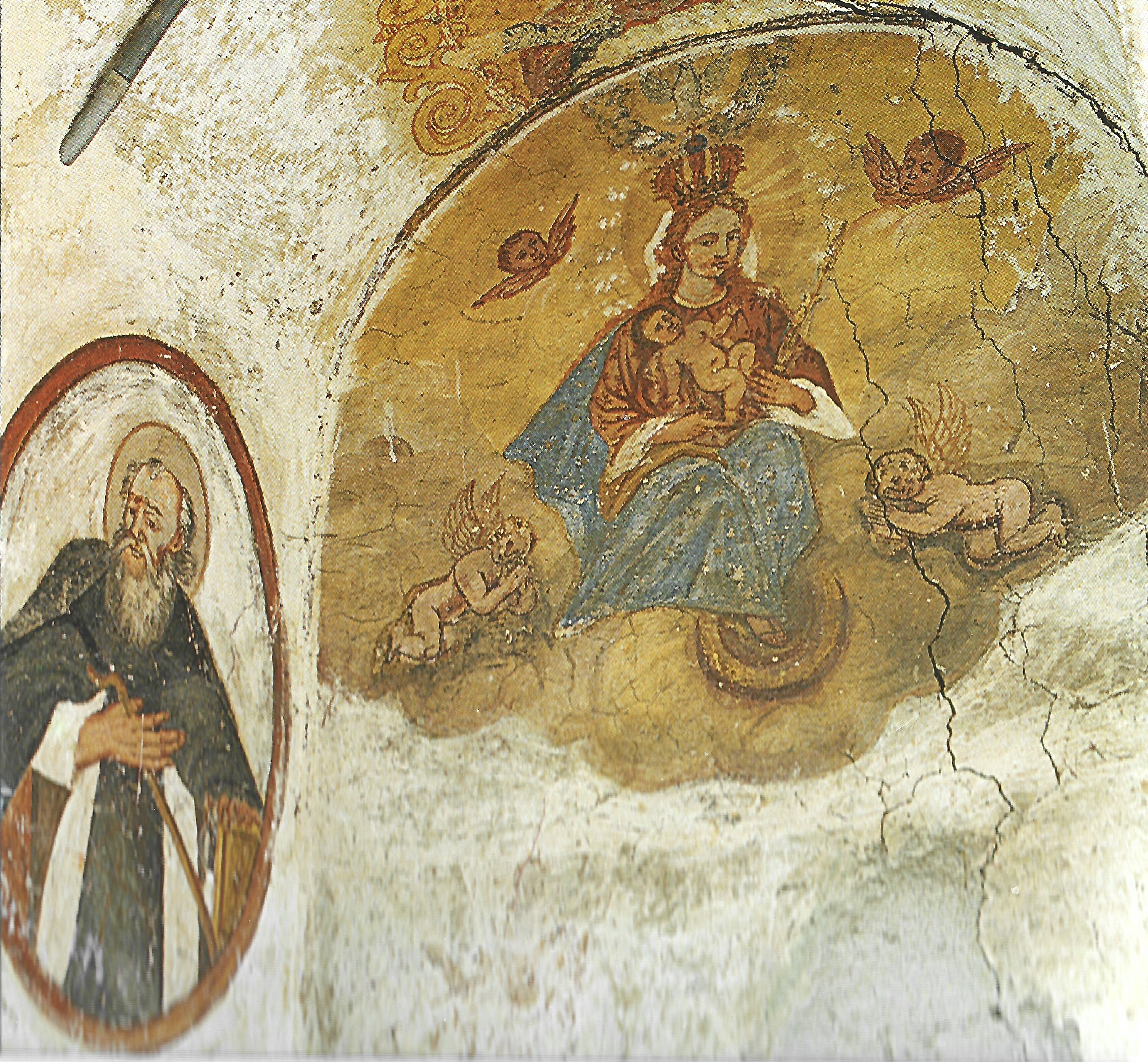
Casa Chizzali-Bonfadini: interno, ingresso, affreschi a soggetto sacro.

- Cesa de Jan, ovvero casa Chizzali-Bonfadini, è uno dei monumenti più importanti di Colle Santa Lucia. Fu costruita nel 1612 per ospitare l'amministrazione delle miniere del Fursil dalla locale famiglia Chizzali, i cui membri cambiarono il cognome in Bonfadini per essere divenuti eredi di un'omonima famiglia veneziana. Fecero grandi fortune in campo economico e nel 1648 consegnarono alle casse della Serenissima i centomila ducati necessari per accedere al patriziato. Ricevettero titoli nobiliari anche dal vescovado di Bressanone. Collocato nel centro di Villagrande, a pochi passi dalla parrocchiale, l'edificio presenta le caratteristiche tipiche dell'architettura tirolese. La facciata principale è rivolta a sud verso la val Cordevole: al piano terra si trova il portale d'ingresso, introdotto da un'arcata (sul muro di destra si possono notare tracce di affreschi); sopra, al primo piano, si trova un erker, mentre l'ultimo livello si caratterizza per una bifora. Tutte le aperture sono protette da pregevoli inferriate, realizzate con lo stesso ferro estratto dai giacimenti. La parete est, quella rivolta alla chiesa, presenta due barbacani aggiunti nel Ottocento per rinforzare la struttura dopo un terremoto. Degli interni vanno citate le peculiari scale a chiocciola (che richiamano quelle del castello di Andraz), le stue rivestite in legno e i soffitti a volta di cantine e corridoi. Una parte della Casa de Jan è oggi sede dell'omonimo Istitut Cultural Ladin, rivolto alla tutela della popolazione ladina di Colle Santa Lucia, Livinallongo del Col di Lana e Cortina d'Ampezzo[10].
- Casa Piazza

### Altri luoghi di interesse
- Monte Pore
- Belvedere
- Strada della Vena
- Rifugio Da Aurelio
- Rifugio Fedare
- Rifugio Passo Giau
- Seggiovia Fedare

## Società

### Evoluzione demografica
Abitanti censiti

## Geografia antropica

### Frazioni
Lo statuto comunale elenca in tutto ventun frazioni. Nella lista compare anche il passo Giau (Jof de Giau), ma per il resto si tratta sempre di villaggi e piccoli agglomerati distribuiti nella parte più meridionale del territorio, specialmente sull'altopiano sopracitato.
Colle Santa Lucia è un comune sparso, per tanto non trae il nome da una frazione specifica. L'abitato più importante, sia dal punto di vista demografico che amministrativo, è Villagrande (in ladino la Vila, 1443 m) che, oltre agli uffici comunali, ospita le principali infrastrutture, nonché la parrocchiale. Il transito della ex SS 251 la mette in comunicazione con Selva di Cadore da una parte e Alleghe, Rocca Pietore e Livinallongo del Col di Lana dall'altra.
Rappresentano quasi delle "appendici" di Villagrande le località Pallua (Palua), Riz, Costa e Soppause (Sopausse), poste l'una di seguito all'altra lungo la strada che sale a nord verso Sopradaz. Raggiunta quest'ultima (1520 m, poche case raccolte presso un tornante), l'arteria piega verso sud attraversando il villaggio Canazei (Cianazèi, 1575 m) e terminando presso le poche costruzioni di Tie (1510 m).
Poco più a est di Villagrande, diramandosi dalla ex statale, si inerpica, ancora verso nord, la strada che termina presso il piccolo agglomerato di Ru (1534 m). Due laterali destre conducono rispettivamente a Pont e a Costalta (Costauta).
Il secondo centro abitato del comune è Pian (Pien, 1377 m), che si trova poco più in basso di Villagrande, lungo la ex statale in direzione Selva di Cadore. È in continuità con la più modesta Fossal (Fosal), poco più a est, da cui si possono raggiungere, verso sud, Coltoront e Pezzei (Pezei)
Giunti ormai presso il confine con Selva di Cadore si incontra Codalunga, posto sulla riva destra del rio omonimo. Da qui è possibile a percorrere la val Codalunga attraverso la provinciale del passo Giau, per poi deviare a sinistra risalendone il versante occidentale. Qui si arroccano una serie di agglomerati indicati nel complesso con il toponimo Posalz (Posauz): si tratta, da sud a nord, di Troi, L'Agosta, Clevazza (Ciavaza), Conesel (Conejel), Bonata e Frena.
Le ultime frazioni si trovano dalla parte opposta, verso Livinallongo. Si tratta di Rucavà (Reciavà, 1300 m), sorto all'incrocio tra la ex SS 251 e la ex SS 203, Colcuc (Colcuch, 1531 m), arroccata poco più a nordest, e Rovei (Roèi, 1265 m), il nucleo più basso del comune: sorge alle pendici dell'altopiano, a metà tra Villagrande e il torrente Fiorentina.

## Amministrazione
| Periodo           | Periodo           | Primo cittadino       | Partito                                       | Carica                  | Note   |
| ----------------- | ----------------- | --------------------- | --------------------------------------------- | ----------------------- | ------ |
|                   | 27 dicembre 1988  | Arnaldo Colleselli    | DC                                            | Sindaco                 |        |
| 24 febbraio 1989  | 1º maggio 1990    | Costantino Pezzei     | DC                                            | Sindaco                 |        |
| 25 giugno 1990    | 24 aprile 1995    | Leopoldo Lezuo        | DC                                            | Sindaco                 | [ 11 ] |
| 24 aprile 1995    | 14 giugno 1999    | Leopoldo Lezuo        | centro                                        | Sindaco                 | [ 12 ] |
| 14 giugno 1999    | 17 aprile 2000    | Alessandro Tortorella | -                                             | Commissario prefettizio |        |
| 17 aprile 2000    | 4 aprile 2005     | Paolo Frena           | lista civica Auna per Col - Insieme per Colle | Sindaco                 | [ 13 ] |
| 5 aprile 2005     | 30 marzo 2010     | Paolo Frena           | lista civica Auna per Col - Insieme per Colle | Sindaco                 | [ 14 ] |
| 30 marzo 2010     | 31 maggio 2015    | Oscar Troi            | lista civica Lavorare per Colle               | Sindaco                 | [ 15 ] |
| 31 maggio 2015    | 22 settembre 2020 | Paolo Frena           | lista civica Auna per Col - Insieme per Colle | Sindaco                 |        |
| 22 settembre 2020 | in carica         | Paolo Frena           | lista civica Auna per Col - Insieme per Colle | Sindaco                 |        |

### Altre informazioni amministrative
Già parte del Tirolo austriaco, nel 1923 il comune è stato aggregato al Veneto.
Il 28-29 ottobre 2007 si è tenuto un referendum consultivo per chiedere che il comune (assieme a quelli di Cortina d'Ampezzo e Livinallongo del Col di Lana) fosse distaccato dal Veneto ed aggregato alla provincia autonoma di Bolzano. Il referendum si è contraddistinto per la netta vittoria dei "sì" e per il superamento dei due quorum qualificati. Ora il comune sta seguendo la procedura prevista dalla Costituzione e dalla legge sui referendum.

## Curiosità
- Colle Santa Lucia costituisce l'ambientazione letteraria del libro La pelle dell'orso di Matteo Righetto, pubblicato nel 2013. Nel 2016 ispirerà l'omonimo film La pelle dell'orso. Lo stesso libro indurrà nel 2019 la creazione di un percorso letterario sul territorio dolomitico: l'Alta Via dell'Orso. Nel 2021 il paese sarà ancora una volta, per Matteo Righetto, teatro dell'opera cinematografica L'anno dei 7 inverni, cortometraggio, dove uno scrittore passa i mesi dell’emergenza pandemica nella sua baita nei boschi, nei pressi di un borgo di montagna, riscoprendo il tempo del mondo naturale.
- Nel medesimo comune, al Passo Giau, sono girate le scene di alcuni film famosi.